# Pantera (formație)
Pantera este o formație americană de heavy metal, formată în anul 1981 în Arlington, Texas, Statele Unite de către frații Dimebag Darrell și Vinnie Paul. Fraților Abbott li s-au alăturat, în 1981, basistul Jason Birchmeier și vocalistul Donnie Hart.
Chiar dacă la început, formația prezenta anumite caracteristici care aparțineau glam metaluluimuzica lor s-a înscris înainte de toate în heavy metal. Totuși, începând cu anul 1990, grupul se îndrepta spre groove metal, un nou stil derivat din thrash metal. Jurnalistul Jason Birchmeier de la Allmusic a definit Pantera ca fiind “una dintre cele mai bune trupe de metal ale anilor 90'”. Pantera a ocupat locul 20 în clasamentul VH1 al celor 100 cele mai bune trupe de hard rock și se clasează pe locul al 5-lea în clasamentul celor 10 cele mai bune trupe de heavy metal ale tuturor timpurilor.

## Istoric
În anul 1983, Pantera lansează primul album, "Metal Magic", avându-l ca producător pe Jerry Abbott, în studioul Pantego Studios. Anul următor lansează un nou album, "Projects in the Jungle", produs tot de Jerry Abbott. Piesele adoptă un stil mai puțin melodic ca cele de pe "Metal Magic". O altă schimbare produsă este faptul că Terry Glaze își schimbă numele în Terrence Lee.
În anul 1985, băieții înregistrează un nou album, intitulat "I Am the Night", care oferă un sunet mult mai puternic decât precedentele albume, dar rămâne tot în spiritul glam metal.
În anul 1986, apar două albume de referință în istoria metalului, "Reign in Blood" al celor de la Slayer și "Master of Puppets" al celor de la Metallica, două trupe care au avut o influență covârșitoare în evoluția formației Pantera. Aceștia se îndreaptă spre groove metal. Tot în această perioadă, Terence Lee părăsește trupa, iar Pantera începe căutările pentru un nou solist. Se vor opri în final la Phil Anselmo. Primul album cu Anselmo este realizat în anul 1988 și se numește "Power Metal", fiind un amestec între hard rock-ul anilor 1980, heavy metal și thrash metal. Albumul devine primul lor succes comercial, fiind foarte bine primit de critici și de fani.
Apărut în 1990, albumul "Cowboys from Hell" se dovedește a fi foarte important în evoluția sunetului care devine mult mai brutal. Pantera evoluează acum spre power metal și groove metal. Discul este urmat de un turneu cu Exodus și cu grupul punk hardcore, Suicidal Tendencies.
În 1992, este lansat albumul "Vulgar Display of Power", considerat de critici și de fani ca fiind cel mai bun album al trupei Pantera.

### Tensiuni interne în formație

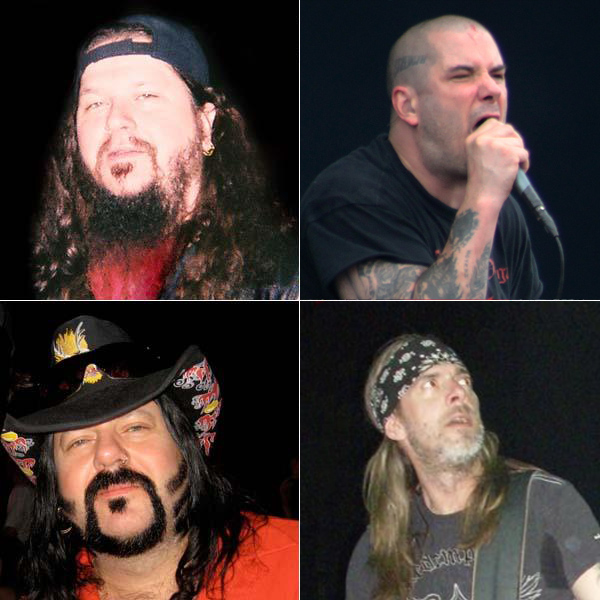
Dimebag Darrell, Phil Anselmo, Vinnie Paul și Rex Brown

Între 1994 și 1996, în sânul formației au loc tensiuni. Phil Anselmo  începe să aibă probleme cu alcoolul și cu drogurile. În 1995, el înființează proiectul Down și înregistrează primul album, "Nola".
În 1996, Pantera scoate un nou album, "The Great Southern Trendkill". Phil Anselmo înregistrează partea vocală separat de restul grupului, ceea ce adâncește prăpastia creată între membrii Pantera. Pe 13 iulie 1996, Anselmo este la un pas de moarte, din cauza unei supradoze de heroină, după un concert în Texas.
În anul 2000, trupa se reîntoarce în studio pentru a înregistra ultimul abum Pantera, "Reinventing the Steel", apărut pe 14 martie. Ulterior, grupul pleacă în turnee în Statele Unite, Coreea de Sud, Australia și în Europa. În 2001 datează ultimele apariții live al grupului, iar în 2003 trupa se dăstramă.
În 2004, Dimebag Darrell este ucis pe scenă în timpul unui concert, de către Nathan Gale, în vârstă de 25 de ani. Tragedia a adus Pantera pentru scurt timp din nou în lumina reflectoarelor.
În 2022, formația se reunește, astfel încât turul din 2023 are loc, inclusiv la București, la evenimentul Metalhead Meeting, la Romexpo.

## Membrii trupei

### Componența formației
| Membri actuali - Rex Brown – chitară bas, backing vocal (1982 - 2003, 2022 - prezent) - Phil Anselmo – vocal (1986 – 2003, 2022 - prezent) Componența finală (1987 - 2003) - Dimebag Darrell – chitară, backing vocal (1981 – 2003) - Vinnie Paul – baterie (1981 – 2003) - Rex Brown – chitară chitară bas, backing vocal (1982 - 2003) - Phil Anselmo – vocal (1986 – 2003) | Foști membri (înainte de anul 1987) - Donnie Hart – vocal (1981 – 1982) - Tommy Bradford – chitară chitară bas (1981 – 1982) - Terry Glaze – vocal (1982 – 1986) |

## Discografie
- Metal Magic (1983)
- Projects in the Jungle (1984)
- I Am the Night (1985)
- Power Metal (1988)
- Cowboys from Hell (1990)
- Vulgar Display of Power (1992)
- Far Beyond Driven (1994)
- The Great Southern Trendkill (1996)
- Reinventing the Steel (2000)